# Praye
Praye è un comune francese di 270 abitanti situato nel dipartimento della Meurthe e Mosella nella regione del Grande Est.

## Società

### Evoluzione demografica
Abitanti censiti